# Лина Щерн
Лина Соломоновна Щерн (на руски: Лина Соломоновна Штерн) е забележителна швейцарска, руска и съветска неврофизиоложка и биохимичка.

## Биография
Родена е на 26 август 1878 г. в немскоезично еврейско семейство в Либау, Руска империя (днес Лиепая, Латвия).
На 20-годишна възраст заминава за Швейцария, където следва в Женевския университет. Записва се в Медицинския факултет и бързо развива интерес към психологията. Професорът по психология ѝ позволява да работи в лабораторията и още през 1902 година, преди да завърши следването си, Щерн публикува първата си научна статия. През следващата година получава докторска степен. След това получава асистентска длъжност при професора си Жан Луи Превост Младши (Jean-Louis Prevost der Jüngere), през 1906 г. става частна доцентка, а през 1918 г. – първата професорка в университета. През 1921 г. става първата членка на Женевското медицинско общество.

## Научна дейност
След завършването си прави оригинални изследвания в биохимията заедно с Фредерик Батели (Frédéric Batelli). През 1921 г. тя публикува пионерното си изследване на кръвно-мозъчната бариера.
Продължава проучванията си в Съветския съюз, където заминава през 1925 г. поради идеологическите си убеждения. В Москва ръководи катедрата по физиология на Втория московски университет (Второй Московский государственный университет), продължава научните си изследвания и се занимава с обществена дейност. Началото е трудно за Щерн, която говори руски с френски акцент. Познанията ѝ по чужди езици обаче ѝ позволяват да участва често в международни конференции извън СССР.
През 1929 г. основава Института по физиология при Академията на науките на СССР и го ръководи като директорка до 1948 година, когато е разформирован. Под ръководството ѝ мултидисциплинарни екипи работят върху изучаването на кръвно-мозъчната и хистохематичната бариери. Резултатите от този труд по-късно са въведени в клиничната практика и спасяват хиляди животи на фронтовете на Втората световна война. Сред многото теми, над които Щерн и научният ѝ екип работят, са продължителността на живота и съня. През 1939 г. става първата жена, която е пълноправен член (академик) на Академията на науките на СССР (днес Руска академия на науките).
След избухването на Втората световна война и навлизането на нацистките войски в СССР тя, както и други академици, е принудена да напусне Москва. През 1942 г. е избрана за член на Женския антифашистки комитет и Еврейския антифашистки комитет (ЕАК). През 1943 г. е наградена със Сталинистката награда за научните си трудове относно кръвно-мозъчната бариера.
ЕАК е ликвидиран през 1948 г. поради „космополитност“. Същевременно научните ѝ позиции не съвпадат с псевдонаучните тези на Трофим Лисенко, които при Сталин са издигнати до национална доктрина. През януари 1949 г. е арестувана и е затворена в затвора за политически затворници „Лубянка“, където остава в продължение на три години и осем месеца. Освен това е разпитвана в затвора за специални разпити Лефортово по обвинения в шпионаж, антисъветска активност и подготовка на терористични атаки. Всички членове на ЕАК са осъдени на смърт, включително 74-годишната Щерн. По-късно присъдата ѝ е смекчена на лишаване от свобода в затвор, последвано от петгодишно изгнание. Тя е единствената оживяла членка на Еврейския антифашистки комитет от 15-те арестувани.
След смъртта на Сталин през 1953 г. ѝ е позволено да се върне в Москва и да основе лаборатория, в която да продължи научната си работа. Официално е реабилитирана през 1958 г. През 1960 г. е удостоена с почетното звание „доктор хонорис кауза на Женевския университет“.
До смъртта си на 7 март 1968 г. ръководи Департамента по психология на Биофизичния институт.